# Concejo de Alba
El Concejo de Alba es una comarca tradicional de la provincia de León, en España. Comprende la parte occidental del actual ayuntamiento de La Robla y el norte del de Cuadros. La comarca está a escasos kilómetros al norte de la capital.
El paisaje del Concejo de Alba es el típico de un valle de la montaña de León. Está situado en el curso medio del río Bernesga.

## Poblaciones
| Alcedo de Alba   |  | Cascantes de Alba |
| Llanos de Alba   |  | La Seca de Alba   |
| La Robla         |  | Valsemana         |
| Sorribos de Alba |  |                   |

## Municipios
| Municipios | Habitantes (2011) | Superficie (km²) | Densidad (hab/km²) |
| Cuadros    | 2.019             | 109,70           | 18,40              |
| La Robla   | 4.610             | 85,22            | 54,10              |
| Total      | 6.629             | 194,92           | 34,01              |
| ---------- | ----------------- | ---------------- | ------------------ |